# Fort Gagron
Fort Gagron (Hindi/Rajasthani: गागरोन का किला) is een fort gelegen in Jhalawar, de voormalige hoofdstad van een gelijknamige prinselijke staat en nu nog hoofdstad van het district Jhalawar in de Indiase deelstaat Rajasthan. Het fort ligt vlak ten noorden van Jhalawar en vijftig km ten zuidzuidoosten van de grotere stad Kota. Fort Gagron ligt aan de oever van de Kali Sindh, een zijrivier van de Chambal in het stroomgebied van de Ganges.
Het fort ligt aan een knik in de rivierbedding, en strategisch gelegen in een heuvelpas. Op deze wijze was het fort ideaal gelegen voor de passerende handelsroutes te controleren.
Het fort werd in 2013 tijdens de 37e sessie van de Commissie voor het Werelderfgoed als een van de zes Heuvelforten van Rajasthan erkend als UNESCO-werelderfgoed en onder die naam ingeschreven op de werelderfgoedlijst.
- Library of Congress Control Number: n2009210207
- Virtual International Authority File: 144485371